# Taciewo
Taciewo est un village polonais du district administratif de Suwałki, dans le powiat de Suwałki, voïvodie de Podlachie, au nord-est du pays. 
Il est situé à environ 13 km au nord-ouest de Suwałki et à 119 km au nord de la capitale régionale Białystok.